# تمرد الشيخ خزعل
يشير تمرد الشيخ خزعل إلى انتفاضة الانفصاليين العرب عام 1924 التي قادها خزعل الكعبي شيخ مدينة المحمرة في محافظة خوزستان الإيرانية. قمع رضا بهلوي التمرد بسرعة وبأقل عدد ممكن من الضحايا، حيث أخضع قبائل البختياري المتحالفة مع الشيخ خزعل ما أدى إلى استسلامه.

## خلفية
ظلت خوزستان خارج المنطقة الفارسية الوسطى بحلول عام 1923، كان الشيخ خزعل يحظى بدعم البريطانيين الذين أرسلوا له حوالي 3,000 سلاح وذخيرة إضافية بحلول عام 1919. كان يجمع الضرائب، لكنه في الواقع دفع جزءًا صغيرًا جدًا للحكومة المركزية.
في عام 1921، أدرك خزعل التهديد الذي يشكله رضا بهلوي، الذي كان قد قام لتوه بانقلاب عسكري مع سيد ضياء الدين الطباطبائي، وبدأ يتخذ خطوات لحماية نفسه. في فبراير 1922، أعادت الحكومة الإيرانية فتح قضية الضرائب المفروضة على المناطق القبلية في المحمرة.
اجتمع الشيخ خزعل وبختياري خان بين 29 أبريل و2 مايو 1922 في دار الخزانة لتأسيس شراكة وتعاون، وأسفر اجتماع آخر بين الطرفين في الأهواز عن وثيقة رسمية مفادها أن خزعل وبختياري سيتعاونان في جميع النواحي، على الرغم من أن كلا منهما «سيستمر في خدمة الحكومة الإيرانية بإخلاص وأمانة». كان الاتفاق خطوة مهمة مهدت الطريق لإنشاء تحالف جنوبي. حاول مؤسسو التحالف ونواته بعد ذلك، الشيخ خزعل وبختياري، اجتذاب عناصر إضافية، من بينها فالي من بوشت إي كوه، وقافام أو مولك من خاماش، وصولة أول – دولات. غير أن التحالف لم يكن له أي وجود رسمي، إذ كان تحالفًا مؤقتًا بين عشائر تجمعها مصالح مشتركة.

## النزاع

### أحداث 1922
في يوليو 1922، أرسل رضا بهلوي رتلًا من 274 جنديًا إيرانيًا، بينهم 12 ضابطًا بقيادة العقيد حسن آغا، إلى خوزستان عبر جبال بخرياري للضغط على الشيخ خزعل. لم يعرف البختياريون أن القوة كان مرسلة إلى خوزستان، وظنوا أن هدفها هو احتلال أرضهم، فهاجموهم ودمروهم، ونجا عدد قليل فقط من الجنود الإيرانيين من المذبحة. غضب رضا شاه وأقسم على الانتقام لما حصل، لكن البختياريون طلبوا أن يتم إطلاعهم على مثل هذه العمليات العسكرية في المستقبل، لتجنب سوء الفهم. كان رضا شاه منشغلًا بمشاكل أخرى في الحدود الإيرانية، وأبرزها تمرد سيمكو شيكاك الكردي، ما منعه من التركيز على الانتقام من البختياريين. مع ذلك، عادت المشاكل معهم في منتصف سبتمبر، عندما قام شيخان منهم بتدمير قرية تشوغهرت.

### المفاوضات
في 23 أكتوبر 1923، طُلب من خزعل أن يسلم الحكومة الكثير من ممتلكاته، لكنه رفض ذلك، وحاول أن يشكل تحالفًا مع قبائل البختياري ولور والخاميسيون، من أجل منع رضا شاه من الحصول على المزيد من السلطات. كان هدفه هو أن تصبح جبال زاغروس، من خلال هذا التحالف القبلي، حاجزًا منيعًا تقريبًا ضد قوات الحكومة المركزية. إلا أن الجماعات القبلية كثيرًا ما اشتبكت مع بعضها البعض، ولم تتمكن من التوصل إلى اتفاق، ولم يردوا على اقتراحه.
توجه بعد ذلك إلى أحمد ميرزا القاجاري والمحكمة الإمبراطورية في طهران، وقدم نفسه مدافعًا مخلصًا ومؤيدًا لأسرة القاجار، ودعا المحكمة إلى اتخاذ إجراء ضد طموحات رضا بهلوي، وفي نهاية المطاف لم يحقق بذلك أي شيء. سعى خزعل بعد ذلك إلى التحالف مع معارضة المجلس (البرلمان الإيراني) لرضا شاه، إذ كتب عددًا من الرسائل إلى زعيم المعارضة آية الله السيد حسن المدرس. في هذه الرسائل قدم خزعل نفسه على أنه منذ بداية الحركة دستوري، وقومي إيراني، وديمقراطي ليبرالي، وجد أن سلطوية رضا شاه مهينة شخصيًا. قبلت المعارضة اقتراح خزعل بحذر ولم يخل من المشاورات، لأنها لم تثق به، وفي النهاية فشلت.